# Сельский округ Бектау
Се́льский окру́г Бекта́у (каз. Бектау ауылдық округі) — административная единица в составе Шортандинского района Акмолинской области Республики Казахстан.
Административный центр — село Бектау.

## География
Административно-территориальное образование расположено в северо-восточной части Шортандинского района. В состав сельского округа входят 4 населённых пункта.
Граничит с землями административных единиц:
- Аккольский район — на севере,
- Новоселовский сельский округ — на востоке, юго-востоке,
- сельский округ Бозайгыр — на юге,
- Дамсинский сельский округ — на юго-западе,
- Раевский сельский округ — на западе.

Территория сельского округа расположена в северных окраинах казахского мелкосопочника. Рельеф местности в основном представляет собой равнину с малыми возвышенностями и с лесными массивами (преимущественно на севере). Перепад высот незначительны; средняя высота округа — около 390 метров над уровнем моря.
На территории сельского округа имеется холм Бектау (407 метров).
Климат холодно-умеренный, с хорошей влажностью. Среднегодовая температура воздуха отрицательная и составляет около -3,5 °С. Среднемесячная температура воздуха в июле достигает +19,6 °С. Среднемесячная температура января составляет около -15,0 °С. Среднегодовое количество осадков составляет около 420 мм. Основная часть осадков выпадает в период с июня по август.
Через территорию сельского округа с запада на восток проходит автодорога областного значения — КС-4 «Жолымбет — Шортанды — Пригородное».

## История
В 1989 году существовал как — Казциковский сельсовет (сёла Советское, Барышевка, Комсомольское, Конкрынка).
В периоде 1991—1998 годов:
- Казциковский сельсовет был переименован и преобразован в сельский округ Бектау;
- село Советское было переименовано в село Бектау;
- село Комсомольское было переименовано в село Каражар.

В 2007 году село Барышевка было переименовано и преобразовано в аул Мыктыколь.

## Население
| Численность населения | Численность населения | Численность населения |
| 1989                  | 1999                  | 2009                  |
| --------------------- | --------------------- | --------------------- |
| 2131                  | ↘1902                 | ↗1958                 |

## Состав
| № | Населённый пункт | Тип населённого пункта       | Население, 1989 | Население, 1999 | Население, 2009 |
| - | ---------------- | ---------------------------- | --------------- | --------------- | --------------- |
| 1 | Бектау           | село, административный центр | 1448            | 1329            | 1414            |
| 2 | Каражар          | село                         | 198             | 134             | 102             |
| 3 | Конкрынка        | село                         | 249             | 228             | 193             |
| 4 | Мыктыколь        | аул                          | 236             | 211             | 249             |

## Местное самоуправление
Аппарат акима сельского округа Бектау — село Бектау, улиц Динмухаммеда Кунаева, 3А.
- Аким сельского округа — Махфуз Аскар.